# Dan Attias
Daniel Attias (4 de desembre de 1951) és un director de televisió i productor estatunidenc. Attias porta en la indústria tres dècades, durant eixe temps ha dirigit un nombre significatiu de sèries de televisió populars, incloent Miami Vice i Beverly Hills, 90210. Va treballar sovint per sèries de HBO i ha dirigit episodis de The Sopranos, The Wire, Six Feet Under, True Blood, Entourage i Deadwood. Attias va rebre dues nominacions a un Premi Emmy per dirigir Entourage.

## Filmografia

### Com a director
- Miami Vice (1984) Sèrie de TV
- Silver Bullet (1985) Film
- Sledge Hammer! (1986) Sèrie de TV
- 21 Jump Street (1987) Sèrie de TV
- La Bella i la Bèstia (Beauty and the Beast) (1987) Sèrie de TV
- Jake and the Fatman (1987) Sèrie de TV
- The Young Riders (1989) Sèrie de TV
- Northern Exposure (1990) Sèrie de TV
  - episodi "First Snow"
  - episodi "Mi Casa, Su Casa"
  - episodi "Revelations"
- Beverly Hills, 90210 (1990) Sèrie de TV (19 episodis 1990–1994)
- Melrose Place (1992) Sèrie de TV
- Picket Fences (1992) Sèrie de TV
- Dr. Quinn, Medicine Woman (1993) Sèrie de TV
  - episodi "Sanctuary"
  - episodi "What Is Love?"
- The Adventures of Brisco County, Jr. (1993) Sèrie de TV (un episodi)
- Lois & Clark: The New Adventures of Superman (1993) Sèrie de TV
  - episodi 3.03 "Contact"
- Party of Five (1994) Sèrie de TV (15 episodis, 1994–1999)
- The Client (1995) Sèrie de TV
- New York News (1995) Sèrie de TV
- Mr. & Mrs. Smith (1996) Sèrie de TV
  - episodi "The Grape Escape"
- Early Edition (1996) Sèrie de TV
- The Practice (1997) Sèrie de TV
- Buffy the Vampire Slayer (1997) Sèrie de TV
  - episodi 5.08 "Shadow"
  - episodi 5.14 "Crush"
- Ally McBeal (1997) Sèrie de TV
- The Sopranos (1999) Sèrie de TV
  - episodi 1.02 "46 Long"[2]
  - episodi 3.09 "The Telltale Moozadell"[3]
  - episodi 4.08 "Mergers and Acquisitions"[4]
- Ally (1999) Sèrie de TV
- Time of Your Life (1999) Sèrie de TV
- Six Feet Under (2001)
  - 2.07 "Back to the Garden"[5]
  - 3.08 "Tears, Bones and Desire"[6]
  - 3.11 "Death Works Overtime"[7]
  - 4.02 "In Case of Rapture"[8]
  - 4.08 "Coming and Going"[9]
  - 5.02 "Dancing for Me"[10]
- Alias (2001) Sèrie de TV
  - episodi 1.06 "Reckoning"
  - episodi 1.20 "Solution, The"
  - episodi 2.03 "Cipher"
  - episodi 2.07 "Counteragent, The"
  - episodi 3.02 "Succession"
  - episodi 3.08 "Breaking Point"
  - episodi 4.08 "Echoes"
- The Wire (2002) Sèrie de TV
  - episodi 2.08 "Duck and Cover"[11]
  - episodi 3.05 "Straight and True"[12]
  - episodi 4.06 "Margin of Error"[13]
  - episodi 5.04 "Transitions"[14]
- CSI: Miami (2002) Sèrie de TV
  - episodi 1.10 "Kill Zone"
- American Dreams (2002) Sèrie de TV
- The O.C. (2003) Sèrie de TV
  - episodi 1.04 "Debut, The"
- Line of Fire (2003) Sèrie de TV
  - episodi 1.07 "I'm Your Boogie Man"
- Entourage (2004) Sèrie de TV
  - episodi 1.04 "Date Night"
  - episodi 2.05 "Neighbors"
  - episodi 2.08 "Oh, Mandy"
  - episodi 2.11 "Blue Balls Lagoon"
  - episodi 2.12 "Good Morning, Saigon"
  - episodi 3.16 "Gotcha!"
  - episodi 3.17 "Return of the King"
  - episodi 4.11 "No Cannes Do" (nominat a un Primetime Emmy Award per Destacable Direcció de Sèrie de Comèdia)
- Lost (2004) Sèrie de TV
  - episodi 1.18 "Numbers"
  - episodi 6.12 "Everybody Loves Hugo"
- Boston Legal (2004) Sèrie de TV
  - episodi 1.03 "Catch and Release"
- Huff (2004) Sèrie de TV
  - episodi 1.04
- House (2004) Sèrie de TV
  - episodi 1.10 "Histories"
  - episodi 2.01 "Acceptance"
  - episodi 2.03 "Humpty Dumpty"
  - episodi 2.12 "Distractions"
  - episodi 8.02 "Transplant"
- Deadwood (2004) Sèrie de TV
  - episodi 3.02 "I Am Not the Fine Man You Take Me For"[15]
- It's Always Sunny in Philadelphia (2005) Sèrie de TV
  - 1.03 "Underage Drinking: A National Concern"
  - 1.05 "Gun Fever"
  - 1.06 "The Gang Finds a Dead Guy"
  - 2.02 "The Gang Goes Jihad"
  - 2.03 "Dennis and Dee Go on Welfare"
  - 2.04 "Mac Bangs Dennis' Mom"
  - 2.05 "Hundred Dollar Baby"
  - 2.06 "The Gang Gives Back"
  - 2.07 "The Gang Exploits a Miracle"
  - 2.08 "The Gang Runs for Office"
  - 2.09 "Charlie Goes America All Over Everybody's Ass"
  - 2.10 "Dennis and Dee Get a New Dad"
  - 9.04 "Mac and Dennis Buy a Timeshare"
  - 9.06 "The Gang Saves the Day"
  - 9.08 "Flowers for Charlie"
  - 9.09 "The Gang Makes Lethal Weapon 6"
- Commander in Chief (2005) Sèrie de TV
  - episodi 1.07 "First Scandal"
- Big Love (2006) Sèrie de TV
  - episodi 2.08 "Kingdom Come"[16]
  - episodi 3.01 "Block Party"[17]
- Damages (2007) Sèrie de TV
  - episodi 1.07 "We Are Not Animals"
- Heroes (2007) Sèrie de TV
  - episodi 2.07 "Out of Time"
- Friday Night Lights (2008) Sèrie de TV
  - episodi 2.11 "Jumping the Gun"
- Treme (2010) Sèrie de TV
  - episodi 1.09 "Wish Someone Would Care"
- Homeland (2011) Sèrie de TV
  - episodi 1.03 "Clean Skin"
  - episodi 2.09 "Two Hats"
  - episodi 4.10 "13 Hours in Islamabad"
- New girl (2011) Sèrie de TV
- True Blood (2008) Sèrie de TV
  - episodi 5.06 "Hopeless"
  - episodi 5.09 "Everybody Wants to Rule the World"
  - episodi 6.02 "The Sun"
- The Killing (2011) Sèrie de TV
  - episodi 1.08 "Stonewalled"
  - episodi 2.02 "My Lucky Day"
- The Walking Dead (2012) Sèrie de TV
  - episodi 3.06 "Hounded"
- The Americans (2013) Sèrie de TV
  - episodi 2.05 "The Deal"
  - episodi 6.03 "Urban Transport Planning"
- Resurrection (2014) Sèrie de TV
  - episodi 1.02 "Unearth"
  - episodi 1.07 "Schemes of the Devil"
  - episodi 1.08 "Torn Apart"
  - episodi 2.13 "Loved in Return"
- Get Shorty (2017) Sèrie de TV
  - episodi 1.07 "Grace Under Pressure"
  - episodi 1.08 "Shot on Location"
- Seven Seconds (2018) Sèrie de TV
  - episodi 1.08 "Bailed Out"
- Castle Rock (2018) Sèrie de TV
  - episodi 1.03 "Local Color"
- The Boys (2019) Sèrie de TV
  - episodi 1.07 "The Self-Perservation Society"